# Yanet Bermoy
Yanet Bermoy (née le 29 mai 1987 à Cienfuegos) est une judokate cubaine évoluant dans la catégorie des moins de 52 kg (poids légers), ce après avoir commencé sa carrière en moins de 48 kg (poids super-légers). C'est dans cette catégorie qu'elle remporte en 2005 son unique titre de championne du monde. Par ailleurs double-vice-championne du monde, elle est aussi vice-championne olympique en 2008.

## Biographie
Alors qu'elle n'a que 18 ans et quelques places d'honneur dans des épreuves de Coupe du monde, Bermoy remporte le titre de championne du monde au Caire en 2005. Encore junior, la Cubaine s'impose en finale contre la vice-championne olympique en titre, la Française Frédérique Jossinet. Elle profite cependant de l'absence de la Japonaise Ryoko Tani, invaincue aux championnats du monde depuis 1993 et absente pour cause de maternité. En 2006, la Cubaine remporte un nouveau titre mondial mais en juniors cette fois-ci. Alignée au sein de l'équipe cubaine lors du tournoi mondial par équipes 2006, elle échoue en finale face aux judokates françaises. L'année suivante, en poursuivant sa dynamique des deux dernières années, la judokate enchaîne deux victoires aux championnats panaméricains et aux Jeux panaméricains de Rio de Janeiro. Quelques semaines plus tard, dans cette même ville de Rio, elle cède sa couronne mondiale à la Japonaise Ryoko Tani, de retour après plus de deux années d'inactivité. Incapable de montrer une opposition sérieuse à la Nippone lors de la finale, elle remporte cependant la médaille d'argent.
L'année suivante, à l'occasion des Jeux olympiques d'été de 2008, elle remporte un métal similaire en échouant en finale contre la Roumaine Alina Alexandra Dumitru. En 2009, elle débute avec succès dans la catégorie de poids supérieure, celle des moins de 52 kg. Ainsi, aux Championnats du monde de Rotterdam, elle remporte la médaille d'argent, seulement battue alors par la Japonaise Misato Nakamura.

## Palmarès

### Palmarès international
| Année | Compétition                      | Lieu           | Résultat | Catégorie      |
| ----- | -------------------------------- | -------------- | -------- | -------------- |
| 2005  | Championnats du monde            | Le Caire       | 1re      | Moins de 48 kg |
| 2006  | Championnats panaméricains       | Buenos Aires   | 1re      | Moins de 48 kg |
| 2006  | Championnats du monde par équipe | Paris          | 2e       | Moins de 48 kg |
| 2006  | Championnats du monde juniors    | Saint-Domingue | 1re      | Moins de 48 kg |
| 2007  | Championnats panaméricains       | Montréal       | 1re      | Moins de 48 kg |
| 2007  | Jeux panaméricains               | Rio de Janeiro | 1re      | Moins de 48 kg |
| 2007  | Championnats du monde            | Rio de Janeiro | 2e       | Moins de 48 kg |
| 2007  | Championnats du monde par équipe | Pékin          | 2e       | Moins de 48 kg |
| 2008  | Championnats panaméricains       | Miami          | 1re      | Moins de 48 kg |
| 2008  | Jeux olympiques                  | Pékin          | 2e       | Moins de 48 kg |
| 2009  | Championnats panaméricains       | Buenos Aires   | 1re      | Moins de 52 kg |
| 2009  | Universiade                      | Belgrade       | 3e       | Moins de 52 kg |
| 2009  | Championnats du monde            | Rotterdam      | 2e       | Moins de 52 kg |
| 2012  | Jeux olympiques                  | Londres        | 2e       | Moins de 52 kg |

### Divers
Principaux tournois
- 2 podiums au Tournoi de Paris (2e en 2005, 3e en 2008).